# Zamkowa Strażnica

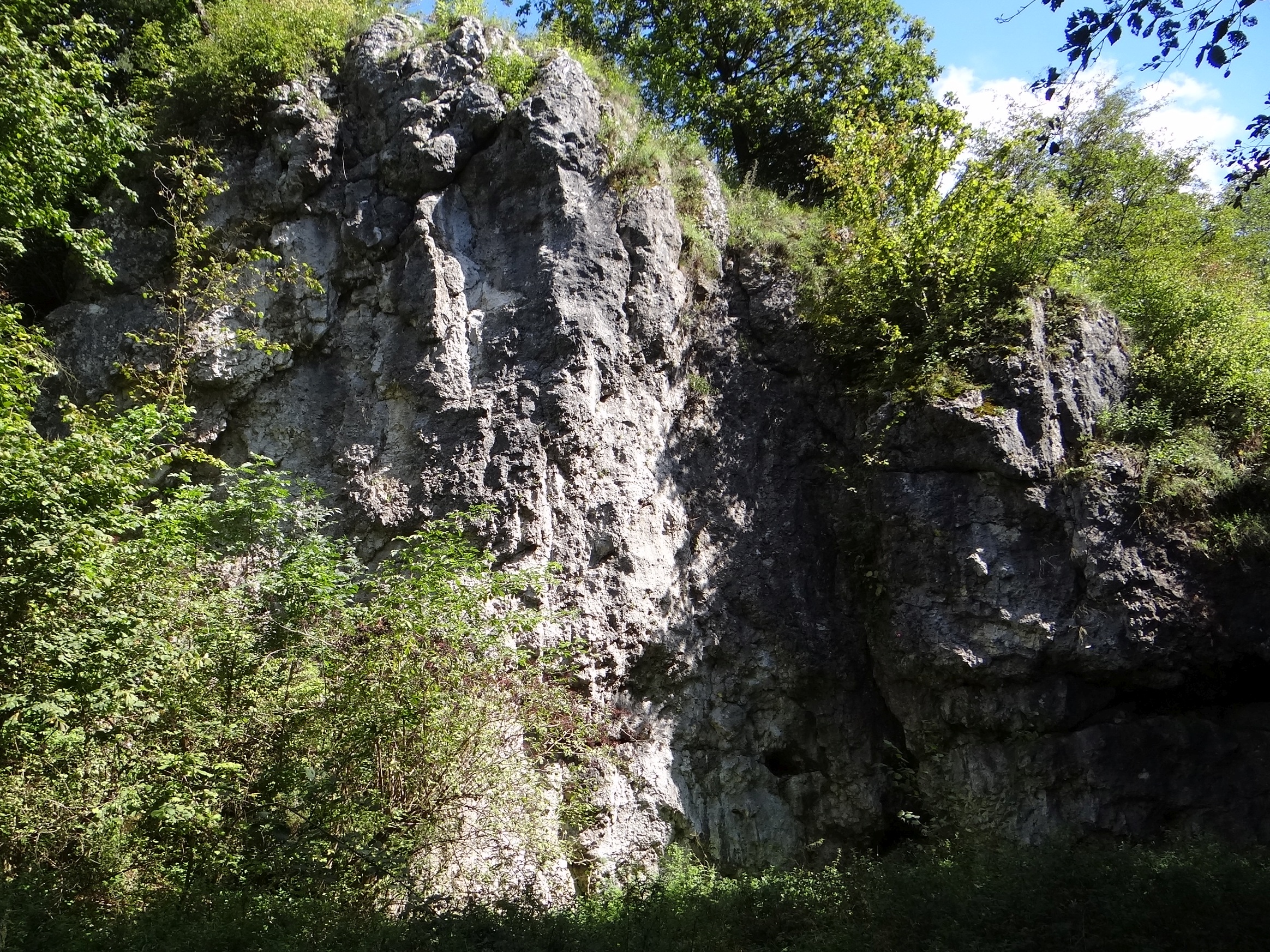

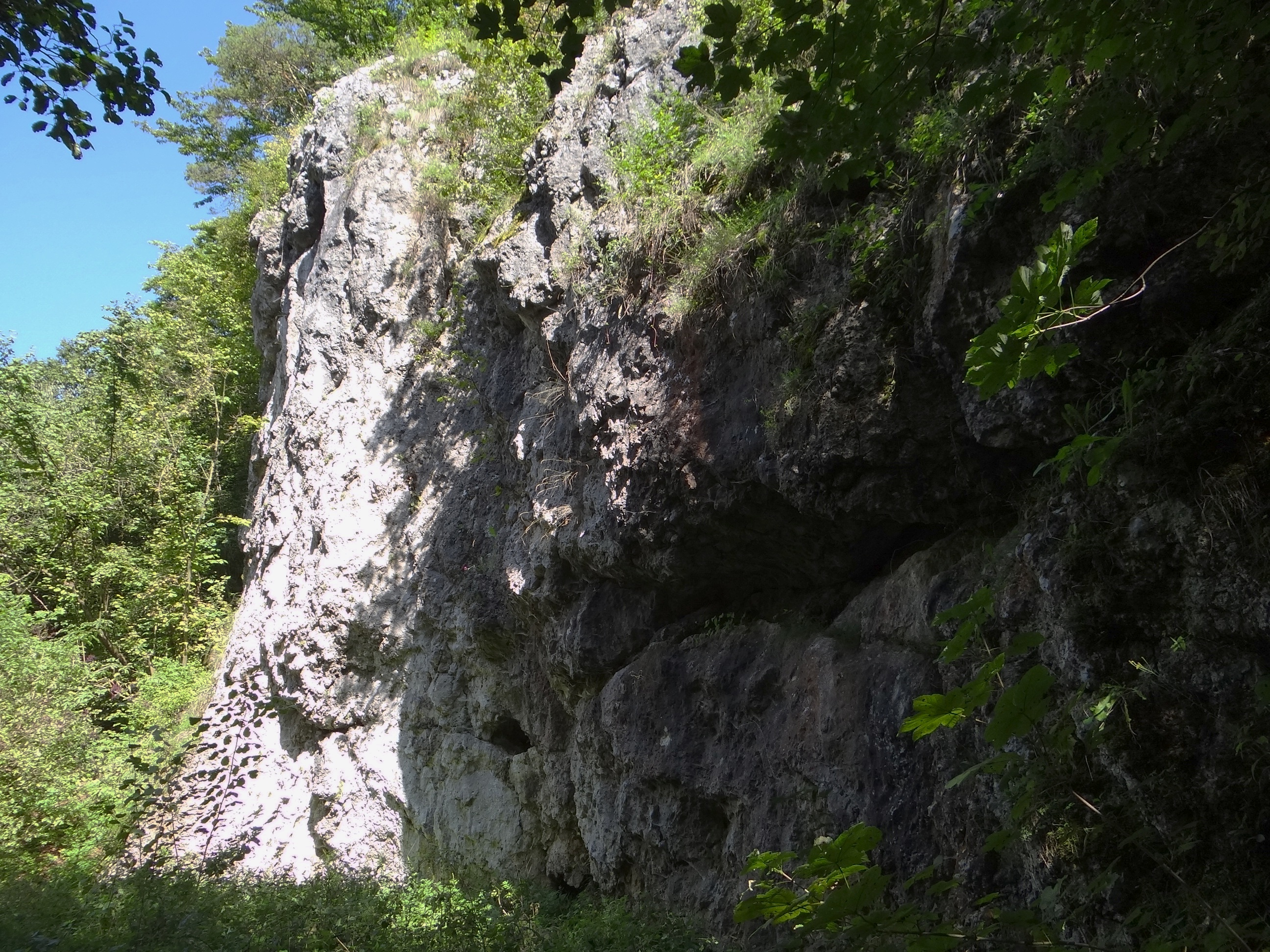

Zamkowa Strażnica – skała na Wyżynie Olkuskiej będącej częścią Wyżyny Krakowsko-Częstochowskiej. Znajduje się w Dolinie Kluczwody, pod względem administracyjnym w województwie małopolskim, w powiecie krakowskim, w gminie Wielka Wieś, w granicach wsi Wielka Wieś. Na mapie Geoportalu opisana jest jako Kobyłka.
Zamkowa Strażnica znajduje się tuż nad gruntową drogą biegnącą po lewej stronie potoku Wierzchówka, zaraz za pojedynczym gospodarstwem, tuż po południowej stronie Zamkowej Skały, na której kiedyś stał zamek. Zbudowana z wapieni skała ma wysokość 17 m, znajduje się poza obszarem rezerwatu przyrody Dolina Kluczwody i uprawiana jest na niej wspinaczka skalna. Wspinacze poprowadzili na jej zachodniej ścianie 7 dróg wspinaczkowych o trudności od IV+ do VI.2+ w skali Kurtyki. Jest też jeden projekt. W 2019 roku 4 drogi posiadają zamontowane stałe punkty asekuracyjne: ringi (r) i stanowiska zjazdowe (st). Ściana wspinaczkowa znajduje się w cieniu, pod drzewami.
Na wysokości 2,5 m znajduje się w ścianie wspinaczkowej otwór Schroniska w Zamkowej Strażnicy.

## Drogi wspinaczkowe
1. Bober, 15 m, IV+ (5 r+st),
2. Załupa Zamkowej Strażnicy, 18 m, V,
3. Rzeżusznik piaskowy, 16 m, VI- (6 r+st),
4. Dupa Jaś, 16 m, VI.1 (7 r+st),
5. Dzień Chagalla, 16 m, VI.2+ (7 r+st),
6. Rysia Jaś, 15 m, VI+,
7. Toster Karmy, 13 m, V+ (3 r+st),
8. Projekt, 13 m[3].